# Verona CDP (Nueva York)
Verona es un lugar designado por el censo ubicado en el condado de Oneida en el estado estadounidense de Nueva York. En el Censo de 2020 tenía una población de 828 habitantes y una densidad poblacional de 170,37 habitantes por km². Fue incluido como CDP en el censo de 2020.

## Geografía
Veronase encuentra ubicado en las coordenadas 43°08′17″N 75°34′15″O / 43.13806, -75.57083. Según la Oficina del Censo de los Estados Unidos,  tiene una superficie total de 4,86 km², todos correspondientes a tierra firme.